# Can Colomer de Sobirans
Can Colomer de Sobirans és una obra d'Arenys de Munt (Maresme) protegida com a Bé Cultural d'Interès Local.

## Descripció
Masia gran de planta baixa i dos pisos. A la planta baixa hi ha una gran era; l'entrada és un portal adovellat de mig punt, de tipus dentat feta de pedra. a cada costat hi ha una finestra allindada, dentada també a la part baixa.
Al primer pis hi ha tres finestres: la del centre i un costat són de pedra, de llinda. Al costat hi ha un finestral gòtic tardà, senzill.
Al segon pis hi ha tres balcons amb barana de pedra. La coberta és a dues aigües.